# Dennis Arrow (Doppeldecker)

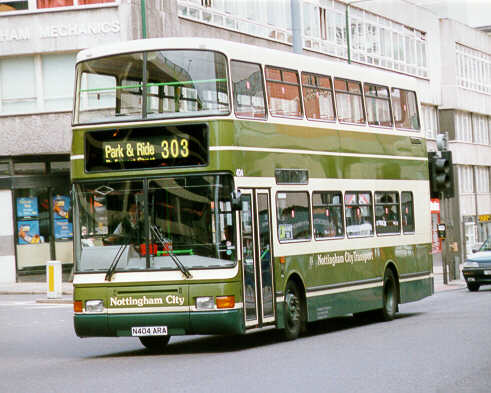
Dennis Arrow mit Palatine-Aufbau von Northern Counties

Der Dennis Arrow war ein Fahrgestell für Doppeldeckerbusse des britischen Nutzfahrzeugherstellers Dennis Specialist Vehicles. Der Typ wurde von 1996 bis 1998 in geringen Stückzahlen gebaut. Der Bus basierte auf dem zweiachsigen Eindeckerbus Dennis Lance und wurde zuerst auch als doppelstöckiger (englisch: double-deck) Dennis Lance vermarktet. Der Name Arrow wurde von Dennis bereits in den 1930er Jahren für einen Bus benutzt.

## Hintergrund
Im Jahr 1991 hatte Dennis mit dem Lance ein modernes Chassis entwickelt, das auch in relativ großen Stückzahlen abgesetzt werden konnte. Auf Basis dieses Fahrgestells entwickelte Dennis eine doppelstöckige Variante. Da der erfolgreiche Dennis Dominator und seine dreiachsige Weiterentwicklung Dennis Dragon jedoch parallel angeboten wurden und ab 1997 mit dem Dennis Trident 2 ein Chassis in Niederflurausführung für Doppeldeckerbusse zur Verfügung stand, blieb die Stückzahl des Arrow begrenzt. Insgesamt wurden nur 73 Busse gebaut.

## Konstruktion
Motorisiert wurde der Bus mit dem Cummins-Sechszylinder-Dieselmotor 6CT, einem aufgeladenen Motor mit 8,3 l Hubraum. Dem Stand der Technik entsprechend wurde ein Automatikgetriebe von ZF verbaut. Wie auch beim Lance war der Motor im Heck angeordnet. Der Bus hatte eine Länge von 10,6 m.

## Nutzung
Capital Citybus, eine Verkehrsgesellschaft, die Linien in North und East London betrieb, war größter Abnehmer. Die Firma beschaffte insgesamt 54 Busse. 15 Busse erhielten Aufbauten von Northern Counties, der Rest von East Lancashire Coachbuilders mit 47/33 bzw. 49/27 Sitzplätzen. Nachdem die Firma 1998 ihre Geschäftstätigkeit einstellte, gingen die Busse an verschiedene andere Betreiber im Vereinigten Königreich.
London & Country beschaffte insgesamt zehn Arrow. Die Aufbauten der Busse kamen von den  East Lancashire Coachbuilders und hatten 45/35 bzw. in der Ausführung als Reisebus 45/31 Sitzplätze. Nach nur drei Jahren wurden die Busse an Arriva Yorkshire veräußert, wo sie sich noch 2010 im Dienst befanden.
Nottingham City Transport beschaffte vier der Busse, drei weitere gingen an kleinere Betreiber.